# Xã Brandt, Quận Polk, Minnesota
Xã Brandt (tiếng Anh: Brandt Township) là một xã thuộc quận Polk, tiểu bang Minnesota, Hoa Kỳ. Năm 2010, dân số của xã này là 50 người.